# Nick Bosa
Nicholas John Bosa, född 23 oktober 1997, är en professionell defensive end för San Francisco 49ers i National Football League (NFL). Han spelade universitetsfotboll för Ohio State och draftades av San Francisco med det andra valet i 2019 års NFL-draft. Bosa valdes till årets defensiva nykomling 2019 efter att ha producerat nio sacks och hjälpt laget att nå Super Bowl LIV.
2022 vann han utmärkelse som NFLs bästa försvarsspelare. Han är son till den tidigare NFL-spelaren John Bosa och yngre bror till Joey, för närvarande en linebacker för Los Angeles Chargers.